# Pomnik Fryderyka Wilhelma III we Wrocławiu
Pomnik Fryderyka Wilhelma III (niem. Denkmal Friedrich Wilhelms III.) – pomnik króla Prus Fryderyka Wilhelma III, który znajdował się na Rynku we Wrocławiu. Zniszczony w 1945 roku.

## Historia
Pomnik odsłonięto 12 listopada 1861 r. na wrocławskim Rynku obok Nowego Ratusza. II wojna światowa nie spowodowała niemal żadnych uszkodzeń pomnika. Został on zniszczony w 1945 r. i prawdopodobnie przetopiony. Podstawa została usunięta po kilku latach. W tym samym miejscu, 15 lipca 1956 r. odsłonięto sprowadzony ze Lwowa pomnik Aleksandra Fredry.

## Projekt i wymowa
Pomnik składał się z konnego posągu z brązu, ustawionego na marmurowym cokole, na którym znajdował się tekst odezwy królewskiej. Pomnik miał upamiętniać odezwę tego króla Do mojego ludu (An mein Volk), wydaną we Wrocławiu w 1813 r. Projektantami pomnika byli: August Stüler i August Kiss.